# Dekanat Miesbach
Das Dekanat Miesbach ist ein Dekanat der römisch-katholischen Kirche im Erzbistum München und Freising.

## Gebiet
Das Dekanat Miesbach besteht aus den Pfarrverbänden Gmund-Bad Wiessee, Oberes Leitzachtal, Hausham-Agatharied,  Holzkirchen-Warngau, Irschenberg, Miesbach, Otterfing, Schliersee, Tegernsee-Egern-Kreuth, Waakirchen und Weyarn und umfasst den größten Teil des Landkreises Miesbach.
Dekan des Dekanats Miesbach ist Pfarrer Michael Mannhardt.
Mit der Dekanatsreform, die zum 1. Januar 2024 in Kraft trat, wurden die 40 Dekanate im Erzbistum München und Freising zu 18 Dekanaten zusammengefasst. Die Pfarrverbände und Einzelpfarreien selbst blieben dadurch unangetastet, auch der Zuschnitt des Dekanats Miesbach blieb unverändert. 